# Sauvée
Sauvée est une nouvelle de Guy de Maupassant, parue en 1885, publiée initialement dans le quotidien Gil Blas du 22 décembre 1885.

## Résumé
On retrouve la marquise de Rennedon et son amie la baronne de Grangerie de la nouvelle La Confidence. La marquise est sauvée : elle tient son divorce...

## Éditions
- Gil Blas, 1885
- la Petite Roque, recueil paru en 1886 chez l'éditeur Victor Havard.
- Œuvres complètes de Guy de Maupassant, Louis Conard, libraire-éditeur, 1909
- Maupassant, Contes et Nouvelles, tome II, texte établi et annoté par Louis Forestier, éditions Gallimard, Bibliothèque de la Pléiade, 1979.

## Lire
- Lien vers la version de Sauvée dans La Petite Roque